# The Watcher (série de televisão)
The Watcher (bra: Bem-Vindos à Vizinhança; prt: Vigilante) é uma minissérie norte-americana de drama e thriller criada por Ryan Murphy e Ian Brennan. A minissérie é estrelada por Naomi Watts e Bobby Cannavale e estreou em 13 de outubro de 2022 na Netflix.
Em 7 de novembro de 2022, a Netflix renovou a trama para a segunda temporada. Há dúvidas sobre como a próxima leva de episódios será. Não está claro se vai continuar a mesma história ou irá apresentar uma narrativa completamente diferente. 

## Enredo
The Watcher é baseado no caso da vida real, a partir de 2014, da família Brannock, que foi espionada, ameaçada e, finalmente, levada a vender sua casa e deixar a cidade que amava, por um misterioso perseguidor que se identificou apenas como "O Observador" nas cartas enviadas ao Sr. e Sra. Brannock.

## Elenco e personagens

### Principal
- Naomi Watts como Nora Brannock
- Bobby Cannavale como Dean Brannock
- Mia Farrow como Pearl Winslow
- Noma Dumezweni como Theodora Birch
- Joe Mantello como John Graff
- Richard Kind como Mitch
- Terry Kinney como Jasper Winslow
- Henry Hunter Hall como Dakota
- Isabel Gravitt como Ellie Brannock
- Luke David Blumm como Carter Brannock
- Margo Martindale como Maureen
- Jennifer Coolidge como Karen Calhoun

### Recorrente
- Christopher McDonald como Detetive Rourke Chamberland
- Michael Nouri como Roger Kaplan
- Seth Gabel como Andrew Pierce
- Susan Merson como Tammy
- Seth Barrish como Jack

### Convidado
- Danny Garcia como Steve
- Michael Devine como Christopher
- Stephanie Kurtzuba como Helen Graff
- Matthew Del Negro como Darren Dunn
- Jeffrey Brooks como Policial
- Patricia Black como Marjorie
- Kate Skinner como Trish
- Anthony Bowden como Roger Kaplan jovem
- Pamela Dunlap como Carol Flanagan
- Brittany Bradford como Nina
- Jeff Hiller como Terapeuta

## Episódios
| N.º | Título                     | Dirigido por   | Escrito por                                          | Lançamento            |
| --- | -------------------------- | -------------- | ---------------------------------------------------- | --------------------- |
| 1 | "Welcome, Friends"         | Ryan Murphy    | Ryan Murphy e Ian Brennan                            | 13 de outubro de 2022 |
| Assim que a família Brannock se muda para a casa com a qual tanto sonhava, chega uma carta ameaçadora de um remetente misterioso. Uma perda inesperada abala todos.       |                            |                |                                                      |                       |
| 2 | "Blood Sacrifice"          | Paris Barclay  | Ryan Murphy e Ian Brennan                            | 13 de outubro de 2022 |
| Dean contrata uma detetive particular e fala com um antigo proprietário da casa, que ainda está bem abalado com o que sofreu. Nora e as crianças se mudam para um motel.  |                            |                |                                                      |                       |
| 3 | "Götterdämmerung"          | Ryan Murphy    | Ryan Murphy e Ian Brennan                            | 13 de outubro de 2022 |
| Uma tragédia no bairro diminui a lista de suspeitos. Karen oferece uma saída para Nora. Um estranho visitante conversa com Dean sobre a Quarta Virada.                    |                            |                |                                                      |                       |
| 4 | "Someone to Watch Over Me" | Paris Barclay  | Ryan Murphy e Ian Brennan                            | 13 de outubro de 2022 |
| Dean mergulha na história da casa. Theodora descobre o nome perturbador que Dakota usa online. O relacionamento secreto de Ellie é revelado.                              |                            |                |                                                      |                       |
| 5 | "Occam's Razor"            | Jennifer Lynch | Ryan Murphy e Ian Brennan                            | 13 de outubro de 2022 |
| Nora acha que Dean escreveu as cartas para que ela se assuste e venda a casa, mas um teste de DNA mostra um resultado surpreendente. Algo é encontrado no porão.          |                            |                |                                                      |                       |
| 6 | "The Gloaming"             | Max Winkler    | Ian Brennan e Reilly Smith                           | 13 de outubro de 2022 |
| Dean e Nora encontram um quarto secreto onde alguém estava morando. Theodora consegue informações intrigantes sobre Roger Kaplan. A família toma uma decisão importante.  |                            |                |                                                      |                       |
| 7 | "Haunting"                 | Jennifer Lynch | Ian Brennan, Reilly Smith, Todd Kubrak e Ryan Murphy | 13 de outubro de 2022 |
| Nora estimula Dean a seguir em frente, mas o passado continua a assombrá-lo. Uma confissão chocante não faz sentido. De volta à casa, olhos atentos continuam observando. |                            |                |                                                      |                       |

## Produção

### Desenvolvimento
Em 14 de junho de 2021, o site Deadline anunciou que Ryan Murphy e Ian Brennan estariam desenvolvendo uma minissérie baseado no artigo The Haunting of a Dream House de Reeves Wiedeman, publicado na revista The Cut em 2018. Em 9 de setembro de 2022, a Netflix liberou um teaser com Jennifer Coolidge como a corretora Karen Calhoun. Em 24 de setembro de 2022, a Netflix liberou o trailer oficial e divulgou que estrearia em 13 de outubro de 2022.

### Seleção de elenco
Em 14 de junho de 2021, o site Deadline anunciou que Naomi Watts e Bobby Cannavale tinham se juntado ao elenco da minissérie. Em 16 de novembro de 2021, o site Deadline anunciou que Jennifer Coolidge se juntou ao elenco da minissérie.

### Filmagens
As filmagens ocorreram entre setembro de 2021 e março de 2022.